# 마멀레이드 보이
《마멀레이드 보이》(ママレード·ボーイ, Marmalade Boy)는 요시즈미 와타루의 소녀 만화 시리즈이다. 1992년 5월부터 1995년 10월까지 리본지를 통해 슈에이샤에 의해 출판되었으며 이후 8권의 단행본이 출판되었다. 2017년 8울 중순 실사 영화 각색이 발표되었고, 영화는 2018년 2월 27일 일본에서 개봉되었다.

## 영화
《마멀레이드 보이》(ママレード·ボーイ, Marmalade Boy)는 일본에서 제작된 히로키 류이치 감독의 2018년 멜로/로맨스 영화이다. 사쿠라이 히나코 등이 주연으로 출연하였다.

## 출연

### 주연
- 사쿠라이 히나코
- 요시자와 료

### 조연
- 사토 타이키
- 유우키 미오
- 츠즈이 미치타카
- 타니하라 쇼스케
- 단 레이
- 나카야마 미호
- 후지와라 키세츠
- 엔도 니나
- 타케자이 테루노스케
- 테라와키 야스후미

## 기타
- 원작자: 요시즈미 와타루